# Dolmen du Capucin
Der Nordost-Südwest orientierte Dolmen du Capucin (auch „des Capucins“ genannt) ist ein typischer jungsteinzeitlicher (französisch trapézoidale ) bezeichneter Dolmen bei Claret im Département Hérault in der Form eines Galeriegrabes. Er liegt nördlich von Montpellier auf der Causse de l’Hortus (Hochebene) in Frankreich. Dolmen ist in Frankreich der Oberbegriff für Megalithanlagen aller Art (siehe: Französische Nomenklatur).
Er besteht aus einem langen Gang, der durch den zunächst nur bis zu einer Höhe von etwa 0,9 m erhaltenen Steinhügel zu einer gegenüber der Hauptachse nach rechts verschobenen Vorkammer führt, deren seitliche Tragsteine deutlich einwärts geneigt sind. Die Front besteht aus zwei Steinen, die durch Form oder Lage die seitliche Neigung der Tragsteine ebenso auffangen wie die beiden Steine am hinteren Ende der Vorkammer, die jedoch in Richtung der Tragsteine orientiert sind. 
Die Trennwand zwischen Vor- und Hauptkammer besteht aus einer ungleich geteilten Platte, die Reste eines Seelenloches aufweist. Die Hauptkammer ist deutlich breiter und länger als die Vorkammer und besteht ebenfalls aus je einem langen seitlichen Tragstein, der deutlich einwärts geneigt ist. Diese Neigung wird von der einzigen Endplatte aufgefangen, die unter der Last gesprungen ist.
Die 1970 restaurierte 14 m lange Anlage hat sämtliche Decksteine verloren. Gang sowie Vor- und Hauptkammer haben gepflasterte Böden. 
Einen ähnlichen Aufbau zeigen der „Dolmen du Grand Juyan de Rubiac“ und der „Dolmen 1 von de Feuilles“.